# Костерек
Костере́к (каз. Қостерек) — село у складі Отирарського району Туркестанської області Казахстану. Входить до складу Маякумський сільського округу.
Населення — 579 осіб (2021; 697 у 2009, 651 у 1999, 735 у 1989).